# Matteo Trentin
Matteo Trentin (Borgo Valsugana, 2 agosto 1989) è un ciclista su strada italiano che corre per la Tudor Pro Cycling Team.
Professionista dall'agosto 2011, è uno specialista delle classiche. In carriera ha vinto una tappa al Giro d'Italia (nel 2016), tre al Tour de France (una nel 2013, una nel 2014 e una nel 2019) e quattro alla Vuelta a España (nel 2017), oltre a due edizioni della Parigi-Tours (nel 2015 e nel 2017) e a un'edizione dei Campionati europei su strada (nel 2018). Inoltre si è classificato secondo ai campionati del mondo su strada nel 2019.

## Carriera

### 2011-2014: il passaggio al professionismo e le vittorie al Tour
Matteo Trentin disputa la quarta e ultima stagione da Under-23 nel 2011, imponendosi nel Gran Premio della Liberazione, nel Trofeo Alcide De Gasperi e nel campionato italiano su strada di categoria. A inizio agosto passa professionista con il team belga Quickstep, facendo il debutto con la nuova maglia all'Eneco Tour. Nel 2012 esordisce alla Milano-Sanremo e nelle classiche del Nord, piazzandosi undicesimo in volata nello Scheldeprijs vinto da Marcel Kittel. A fine stagione viene convocato per i campionati del mondo di Valkenburg, poi vinti da Philippe Gilbert, piazzandosi terz'ultimo a quasi dieci minuti dal belga.
Nel 2013 debutta al Giro d'Italia. Si mette in evidenza nella quinta frazione, con arrivo sullo strappo Matera, quando si piazza quinto nella volata vinta da John Degenkolb. Debutta anche al Tour de France, imponendosi al termine della quattordicesima frazione, in una volata ristretta di una dozzina di corridori che caratterizza la fuga di giornata. Nel 2014 si impone in volata di gruppo nella sesta tappa del Tour de Suisse; corre nuovamente il Tour de France, vincendo la settima frazione al termine di una volata a ranghi ristetti, su Peter Sagan e Tony Gallopin.

### 2015-2017: le vittorie al Giro, alla Vuelta e alla Parigi-Tours
Nel 2015 ottiene il primo podio in una semiclassica del nord piazzandosi terzo all'E3 Harelbeke vinto da Geraint Thomas. Dopo aver vinto due tappe al Tour du Poitou-Charentes e una al Tour of Britain, si impone in una volata a tre alla Parigi-Tours, ottenendo la vittoria alla media oraria più alta in una classica di lunghezza superiore a 200 km (nell'occasione percorre 231 km in 4h39'12", alla media di 49,642 km/h).
Nel 2016 si piazza decimo alla Milano-Sanremo e poi si impone nella diciottesima tappa del Giro d'Italia, con arrivo a Pinerolo: entra nella fuga di giornata, venendo distanziato sull'ultimo gran premio della montagna da Moreno Moser e dal compagno di squadra Gianluca Brambilla; grazie ad un veemente inseguimento nel tratto finale, rientra sui fuggitivi in vista del traguardo e li batte in volata, favorito sia da Brambilla sia dal fatto che Moser non si accorge del suo recupero. Nel finale di stagione vince una tappa al Tour de Wallonie e una al Tour de l'Ain; convocato per i campionati del mondo di Doha, si ritira.
Nel 2017 si piazza tredicesimo al Giro delle Fiandre e poi è nono al campionato italiano su strada, pur su un percorso poco adatto alle sue caratteristiche. Prende nuovamente il via del Tour de France ma va fuori tempo massimo al termine della nona tappa, sfavorito anche da una caduta. Dopo essersi imposto in una tappa della Vuelta a Burgos e aver ufficializzato il suo passaggio alla Orica-Scott a partire dal 2018, debutta alla Vuelta a España e vince quattro tappe in volata, la quarta, la decima, la tredicesima e la ventunesima e ultima. Grazie all'ottimo stato di forma (fa sua anche la Primus Classic in Belgio) viene convocato nuovamente in Nazionale per i campionati del mondo di Bergen; nella gara iridata, gareggiando come uno dei capitani azzurri, si classifica quarto in volata alle spalle di Peter Sagan, Alexander Kristoff e Michael Matthews. Conclude la stagione, e l'attività agonistica presso la Quick-Step Floors, vincendo la Parigi-Tours: grazie ad un paio di attacchi sugli strappi finali si presenta sul rettilineo conclusivo assieme a Søren Kragh Andersen e il compagno Niki Terpstra, che si classificano nell'ordine alle sue spalle.

### 2018-2019: il titolo europeo e l'argento mondiale

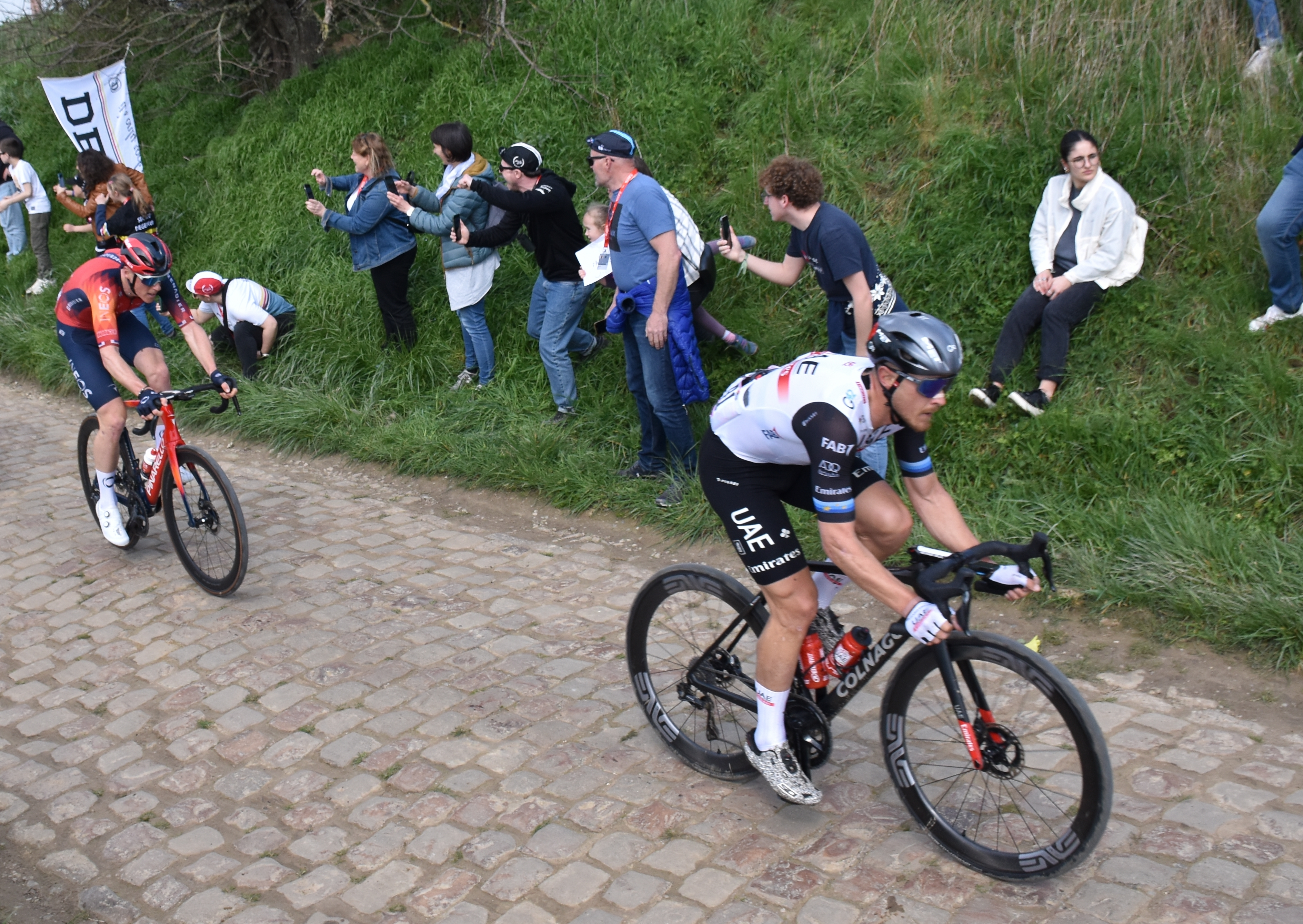
Trentin nel settore di pavé di Quiévy à Saint-Python durante la Parigi-Roubaix 2023.

A partire dalla stagione 2018 passa tra le file della Mitchelton-Scott per avere più spazio nelle classiche. Comincia la nuova stagione in ritardo, a causa della frattura di una costola in allenamento a inizio gennaio. Dopo aver raggiunto una buona forma alla Parigi-Nizza corre la Milano-San Remo; nella discesa del Poggio si lancia all'inseguimento del vincitore Vincenzo Nibali senza riuscire a raggiungerlo, concludendo la corsa al trentasettesimo posto. Dopo essere arrivato settimo alla Gand-Wevelgem e quarantacinquesimo al Giro delle Fiandre prende il via della Parigi-Roubaix come capitano. Tuttavia è costretto a ritirarsi a causa di una caduta nella quale si frattura la gabbia toracica..
In agosto vince l'oro nella gara in linea ai campionati europei su strada a Glasgow; nell'occasione prevale, in una volata a cinque, su Mathieu van der Poel e Wout Van Aert.
Nel 2019 ottiene 4 successi di tappa: una alla Volta a la Comunitat Valenciana, due alla Vuelta a Andalucía e soprattutto una prestigiosa vittoria al Tour de France nella 17ª tappa con arrivo a Gap attaccando ai piedi dell'ultima salita e riuscendo ad arrivare solo al traguardo davanti a Kasper Asgreen che arriverà con un ritardo di 37 secondi. Il 29 settembre, nella prova in linea dei Campionati del mondo nello Yorkshire, viene nominato capitano della squadra italiana dal ct Davide Cassani: è nel gruppo dei tre fuggitivi che si contendono la vittoria finale ma si piazza secondo, battuto in volata dal danese Mads Pedersen.

## Palmarès

### Strada
- 2007 (Juniores)

Trofeo comune di Vertova Memorial Pietro Merelli
- 2010 (Marchiol-Pasta Montegrappa-Orogildo Under-23)

Coppa Città di Lonigo
1ª tappa Giro della Regione Friuli Venezia Giulia (Gorizia > Fagagna)
- 2011 (Team Brilla-Pasta Montegrappa Under-23)

La Bolghera
Giro del Pratomagno
Gran Premio della Liberazione
2ª tappa Giro Ciclistico Pesca e Nettarina di Romagna Igp (Faenza > Castel San Pietro Terme)
Trofeo Alcide De Gasperi
Campionati italiani, Prova in linea Under-23
- 2013 (Omega Pharma-Quickstep Cycling Team, una vittoria)

14ª tappa Tour de France (Saint-Pourçain-sur-Sioule > Lione)
- 2014 (Omega Pharma-Quickstep Cycling Team, due vittorie)

6ª tappa Giro di Svizzera (Büren an der Aare > Delémont)
7ª tappa Tour de France (Épernay > Nancy)
- 2015 (Etixx-Quick Step, quattro vittorie)

2ª tappa Tour du Poitou-Charentes (Blanzac-Porcheresse > La Crèche)
5ª tappa Tour du Poitou-Charentes (Gourgé > Poitiers)
6ª tappa Tour of Britain (Stoke-on-Trent > Nottingham)
Parigi-Tours
- 2016 (Etixx-Quick Step, tre vittorie)

18ª tappa Giro d'Italia (Muggiò > Pinerolo)
4ª tappa Giro di Vallonia (Aubel > Herstal)
1ª tappa Tour de l'Ain (Montrevel-en-Bresse > Saint-Vulbas)
- 2017 (Quick-Step Floors, sette vittorie)

2ª tappa Vuelta a Burgos (Oña > Belorado)
4ª tappa Vuelta a España (Escaldes-Engordany > Tarragona)
10ª tappa Vuelta a España (Caravaca Jubilar > ElPozo Alimentación)
13ª tappa Vuelta a España (Coín > Tomares)
21ª tappa Vuelta a España (Arroyomolinos > Madrid)
Primus Classic Impanis - Van Petegem
Parigi-Tours
- 2018 (Mitchelton-Scott, due vittorie)

Campionati europei, prova in linea
5ª tappa Tour of Guangxi  (Liuzhou > Guilin)
- 2019 (Mitchelton-Scott, sei vittorie)

2ª tappa Volta a la Comunitat Valenciana (Alicante > Alicante)
2ª tappa Vuelta a Andalucia (Siviglia > Torredonjimeno)
5ª tappa Vuelta a Andalucia (Otura > Alhaurín de la Torre)
17ª tappa Tour de France (Pont du Gard > Gap)
2ª tappa Tour of Britain (Kelso > Kelso)
Trofeo Matteotti
- 2021 (UAE Team Emirates, una vittoria)

Trofeo Matteotti
- 2022 (UAE Team Emirates, tre vittorie)

Le Samyn
2ª tappa Giro del Lussemburgo (Junglinster > Junglinster)
Giro del Veneto
- 2024 (Tudor Pro Cycling Team, due vittorie)

4ª tappa Giro di Vallonia (Verviers > Herve)
Classifica finale Giro di Vallonia

#### Altri successi
- 2012 (Omega Pharma-Quickstep Cycling Team)

Gullegem Koerse
- 2014 (Omega Pharma-Quickstep Cycling Team)

1ª tappa Tirreno-Adriatico (Donoratico > San Vincenzo, cronosquadre)
- 2015 (Etixx-Quick Step)

Classifica a punti Tour du Poitou-Charentes
- 2016 (Etixx-Quick Step)

Premio della Combattività Giro d'Italia
Classifica a punti Tour de Wallonie
Classifica a punti Tour de l'Ain
- 2018 (Mitchelton-Scott)

Classifica generale Hammer Hong Kong
- 2019 (Mitchelton-Scott)

Classifica a punti Tour of Britain
- 2022 (UAE Team Emirates)

Classifica a punti Giro del Lussemburgo
- 2024 (Tudor Pro Cycling Team)

Classifica a punti Giro di Vallonia

### Ciclocross
- 2007 (Juniores)

Campionati italiani, Prova Juniores

## Piazzamenti

### Grandi Giri
- Giro d'Italia

2013: 117º
2016: 74º
2024: 82º
- Tour de France

2013: 142º
2014: 93º
2015: 117º
2017: fuori tempo massimo (9ª tappa)
2019: 52º
2020: 79º
2023: 107º
2025: 99º
- Vuelta a España

2017: 84º
2018: 125º
2021: 80º

### Classiche monumento
- Milano-Sanremo

2012: ritirato
2014: ritirato
2016: 10º
2017: 55º
2018: 37º
2019: 10º
2020: ritirato
2021: 12º
2023: 19º
2024: 21º
2025: 9º
- Giro delle Fiandre

2012: ritirato
2014: 58º
2015: 88º
2016: 34º
2017: 13º
2018: 45º
2019: 21º
2020: 62º
2021: 56º
2022: 34º
2023: 10º
2024: 19º
2025: 22º
- Parigi-Roubaix

2012: ritirato
2014: 95º
2015: 51º
2016: 36º
2017: 88º
2018: ritirato
2019: 43º
2021: ritirato
2022: 43°
2023: 19º
- Giro di Lombardia

2011: ritirato
2015: ritirato
2019: ritirato

### Competizioni mondiali
- Campionati del mondo su strada

Limburgo 2012 - In linea Elite: 120º
Richmond 2015 - In linea Elite: 34º
Doha 2016 - In linea Elite: ritirato
Bergen 2017 - In linea Elite: 4º
Innsbruck 2018 - Cronosquadre: 5º
Yorkshire 2019 - In linea Elite: 2º
Fiandre 2021 - In linea Elite: ritirato
Wollongong 2022 - In linea Elite: 5º
Glasgow 2023 - In linea Elite: ritirato
- Campionati del mondo di ciclocross

Zeddam 2006 - Juniores: 11º
Treviso 2008 - Under-23: 21º
Hoogerheide 2009 - Under-23: 12º
Tábor 2010 - Under-23: 9º
Sankt-Wendel 2011 - Under-23: 33º

### Competizioni europee
- Campionati europei su strada

Glasgow 2018 - In linea Elite: vincitore
Alkmaar 2019 - In linea Elite: 7º
Plouay 2020 - In linea Elite: 45º
Trento 2021 - In linea Elite: 4º
Monaco di Baviera 2022 - In linea Elite: 64º
Drenthe 2023 - In linea Elite: 14º
Limburgo 2024 - In linea Elite: 45º
- Campionati europei di ciclocross

Pontchâteau 2005 - Juniores: 16º
Huijbergen 2006 - Juniores: 52º
Hittnau 2007 - Under-23: 36º
Liévin 2008 - Under-23: 37º
Hoogstraten 2009 - Under-23: 19º
Francoforte 2010 - Under-23: 10º

## Riconoscimenti
- Premio giovani al Gran Galà Ciclistico Internazionale di Conegliano nel 2011
- Memorial Gastone Nencini nel 2014
- Nastro Giallo nel 2015
- Oscar TuttoBici nel 2022[14]